# フィリピン行政委員会

フィリピン行政委員会
Comisión Ejecutiva de Filipinas (スペイン語)
Komisyong Tagapagpaganap ng Pilipinas (タガログ語)

国歌: El reino de Su Majestad Imperial（スペイン語）
君が代

第二次世界大戦中の1942年の大日本帝国の領土
濃い赤がフィリピンの位置

フィリピン行政委員会（フィリピンぎょうせいいいんかい、PEC; タガログ語: Komisyong Tagapagpaganap ng Pilipinas）は、第二次世界大戦中にフィリピン諸島を統治するために設立された臨時政府である。日本が後援し、名目上独立したフィリピン第二共和国が成立する前の暫定統治機関として、占領中の日本軍からの認可を受けて設立された。

## 歴史

### 設立
フィリピン行政委員会（PEC）は1942年1月3日、ホルヘ・B・ヴァルガスを初代委員長として設立された。これは、マニラの開放都市としての地位を管理するためにマニュエル・ケソン大統領によって任命され、後のPECと同じ役員で構成された文民緊急政権をほぼ反映したものであった。PECは、第二次世界大戦中の日本の占領下にあった大マニラの臨時管理政府として、そして最終的にはフィリピン全体の暫定管理政府として設立された。
1942年12月8日、PECは、公布第109号により、すべての政党を正式に廃止し、新比島建設奉仕団（Kapisanan sa Paglilingkod sa Bagong Pilipinas）またはカリバピとしてより知られているものを設立した。
カリバピは、日本軍政の指導の下、フィリピンの精神教育、道徳の向上、身体の活性化、経済の再生を目的として設立された。その任務は、「大東亜共栄圏」の一環として、「大東亜の民族」の解放を推進する日本との強力な協力関係を醸成することであった。カリバピはフィリピンの日本占領軍の強力な右腕として任命された。
PECはフィリピン・コモンウェルスの元メンバーの多くで構成されていたが、コモンウェルスのケソン大統領とオスメニャ副大統領は国外逃亡を余儀なくされた。

### 経済統制
日本軍政府は食糧資源の再配分に加えて、物品やサービスの価格を統制し、民間資産を管理することで、フィリピン共和国の経済を厳しく統制していた。フィリピン当局による占領政府との協力は一般的で、帝国政府と同盟関係にあった企業はフィリピン経済の主要産業を買収して日本に協力した。また、日本政府はフィリピン経済を統制して戦争に貢献するためにフィリピン国立銀行にも権力を行使した。
日本統治時代のフィリピン経済の急速な衰退は、戦後の反日感情を助長した。占領政府がフィリピン共和国の支配権を維持しようとする中で、国民の政府に対する態度はますます緊迫し、日本政府はさらに過酷な扱いをするようになった。

### 日本が後援する独立へ

#### 憲法の作成

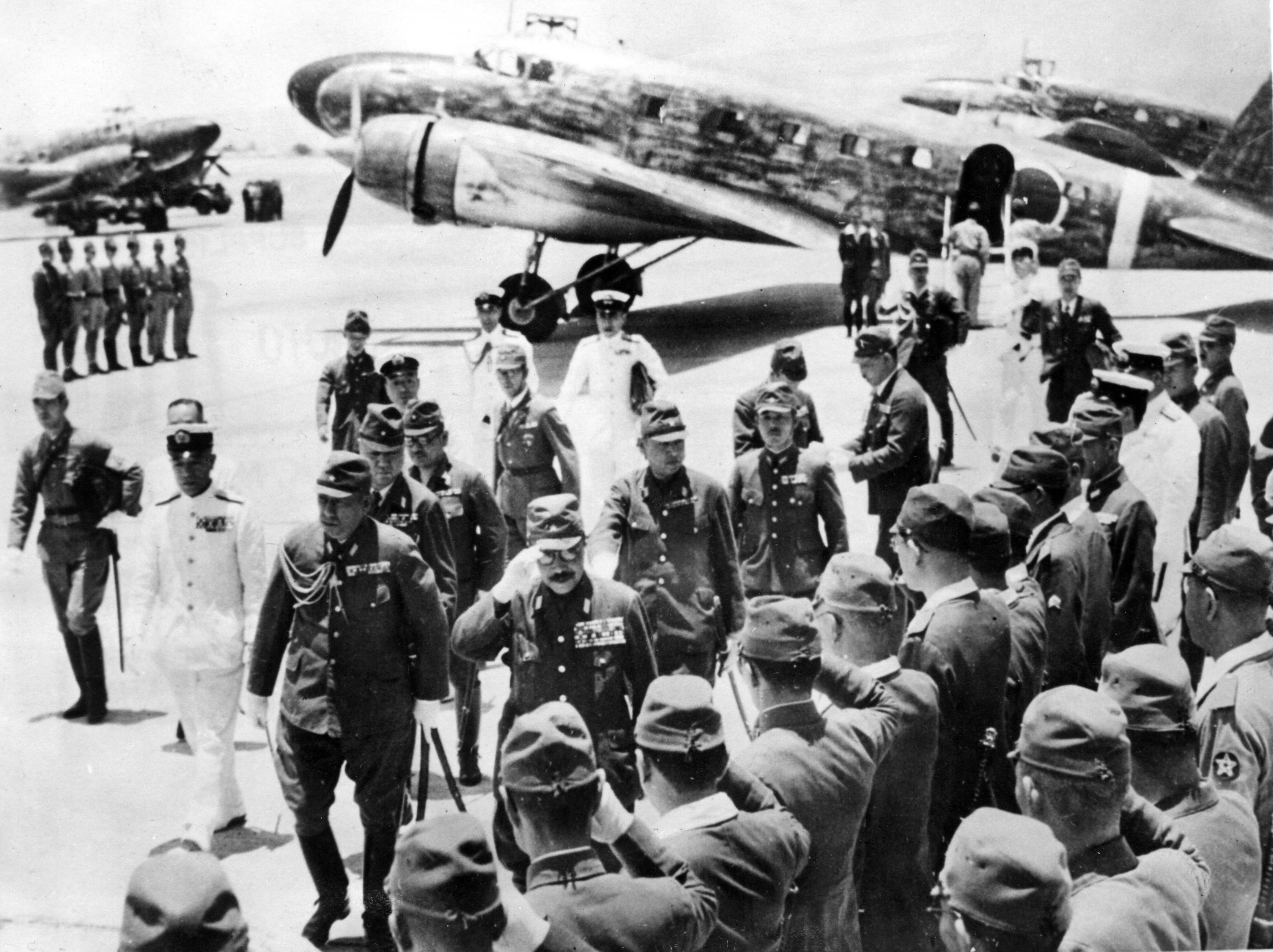
日本の東條英機首相は、フィリピンへの公式訪問のために、マニラの南の飛行場であるニコルス飛行場に上陸した。

1943年5月6日、フィリピン訪問中の日本の東條英機首相はフィリピン共和国の成立を誓った。この東条の約束を受けてカリバピは1943年6月19日に会議を招集し、独立準備委員会の20名の委員が選出された。この委員会はフィリピン共和国の憲法の起草を任務とし、選出された委員長はホセ・ラウレルであった。
準備委員会は1943年9月4日に憲法草案を提示し、その3日後にカリバピ総会が憲法草案を批准した。

#### 国民議会
1943年9月20日までに、国内の州と市のカリバピの代表グループは、国の立法府であるフィリピン国民議会の議員54名を自らの中から選出し、知事と市長は職権上の議員として54名が選出された。
国民議会が設立されてから3日後、戦前の立法議会で開会式が行われ、ベニグノ・アキノ・シニアを初代議長に、ホセ・ラウレルを新フィリピン共和国大統領に選出した。

#### 第二フィリピン共和国の宣言
1943年10月14日、日本主導によるフィリピン第二共和国の樹立が宣言され、ホセ・ラウレルが大統領に宣誓された。
同日、新フィリピン共和国と日本政府との間で同盟条約が調印され、2日後の国会で批准された。
フィリピン共和国はすぐに日本に認められ、ドイツ、タイ、満州国、ビルマ、クロアチア、イタリアからも承認され、一方で中立のスペインは「挨拶」が送られた。
国民議会とローレル政権が可決した最初の法律は、1943年12月3日に、既存のすべての食品管理機関をその傘下にまとめた食品管理局を創設したことであった。日本が後援するフィリピン行政委員会を設立して作られた新政権は、戦争遂行を維持するために割り当てを優先した日本軍が残した日常的な食料を配分し、全国を苦しめている食糧不足をほとんど管理していなかった。